# 테오도르 스베드베리

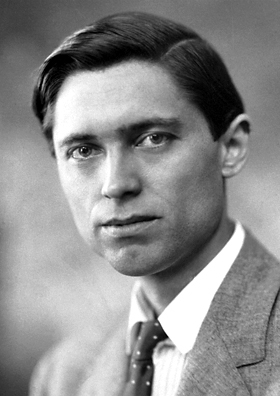
테오도르 스베드베리 (1926년)

테오도르 스베드베리(스웨덴어: The Svedberg, Theodor Svedberg, 1884년 8월 30일 ~ 1971년 2월 25일)는 스웨덴의 물리 화학자이다. 바르보에서 태어나 웁살라 대학 교수 및 물리 화학 연구소장을 지냈다. 콜로이드 화학의 기초적 연구에 공헌하였고 콜로이드 미립자에 대한 브라운 운동의 실험적 근거를 밝혔다. 또, 그가 발명한 원심 분리기에 의한 고분자 화합물의 분자량 측정 연구는 유명하다. 1926년 노벨 화학상을 받았으며, 저서로 《콜로이드 화학》이 있다.

## 참고 문헌
- 이 문서에는 다음커뮤니케이션(현 카카오)에서 GFDL 또는 CC-SA 라이선스로 배포한 글로벌 세계대백과사전의 내용을 기초로 작성된 글이 포함되어 있습니다.